# SCUM Manifesto
SCUM Manifesto é um manifesto feminista radical feito por Valerie Solanas e publicado em 1967. O livro argumenta que os homens têm arruinado o mundo e que cabe às mulheres corrigi-lo. Para atingir este objetivo, sugere a formação da "SCUM", uma organização dedicada a dominar a sociedade e eliminar o sexo masculino. O Manifesto é amplamente considerado satírico, mas criado com base em preocupações filosóficas e sociais legítimas. Ele foi reproduzido por pelo menos 10 edições e traduzido em 13 idiomas.
O termo SCUM apareceu na capa da primeira edição da Olympia Press como S.C.U.M., sigla que foi associada a "Society for Cutting Up Men". Solanas negou, insistindo que o termo não era uma sigla. Solanas realizou uma série de reuniões de recrutamento para a SCUM no Hotel Chelsea, em Nova York, onde ela viveu, mas uma década depois insistiu que a organização era "apenas um artifício literário" e que nunca realmente existiu.
O Manifesto era pouco conhecido até Solanas tentar matar Andy Warhol em 1968. Este evento trouxe a atenção significativa do público para a obra e para a própria Solanas. Enquanto algumas feministas defendem Solanas e consideram o Manifesto uma crítica válida ao patriarcado, outras, tais como Betty Friedan, consideram os pontos de vista de Solanas demasiadamente radicais e polarizados. Embora os motivos de Solanas para atirar em Warhol permanecem obscuros, o Manifesto ainda é frequentemente associado a este evento.